# 가덕도 종합개발 사업
가덕도 종합개발 사업(加德島綜合開發事業)은 부산광역시가 1996년부터 2011년까지 사업비 7조 780억 원(신항만 5조 5,898억 원, 배후도시 1조 4,882억 원)를 들여 총 551만 평(신항만 257만 평, 배후도시 294만 평)의 규모로 신항만, 국제업무, 물류기지, 배후수송망 등을 개발하는 사업이다.

## 같이 보기
- 가덕도
- 거가대교
- 대한민국의 동남권 신공항 논란